# 朝日ヶ丘総合公園
朝日ヶ丘総合公園（あさひがおかそうごうこうえん）は、北海道富良野市にある公園。

## 概要
富良野芦別道立自然公園に指定されており、通称「なまこ山」と呼ばれている山頂からは空知川や富良野市街などがある富良野盆地、大雪山系の十勝岳連峰を眺めることができる。公園内には八十八体の石仏が安置されており、「新四国八十八ケ所」の1つとなっている。また、3,000本を越えるサクラの木や500本のツツジが咲く場所になっている。

## 施設
- 平和祈念塔
  - 富良野出身の戦没者のために建立[4]
- パークゴルフ場
  - 18H/760m[5]

## 参考資料
- “朝日ヶ丘公園”. 北海道ファンマガジン.   PNG Office (2008年3月14日). 2016年4月13日閲覧。